# Asplenium bulbiferum
Asplenium bulbiferum és una espècie de falguera de la família Aspleniaceae originària d'Austràlia i Nova Zelanda. Rep el nom en maorí de pikopiko, mouku o mauku. Les seves frondes es mengen com a verdura.
Forma petits bulbets a dalt de les frondes. Quan aquests fan uns 5 cm cauen a terra i desenvolupen un sistema d'arrels i fan noves falgueres. L'espècie relacionada, Asplenium viviparum, té un sistema de reproducció similar.
També es cultiva comercialment. Accepta tant l'ombra parcial com el ple sol i és una planta d'interior popular.

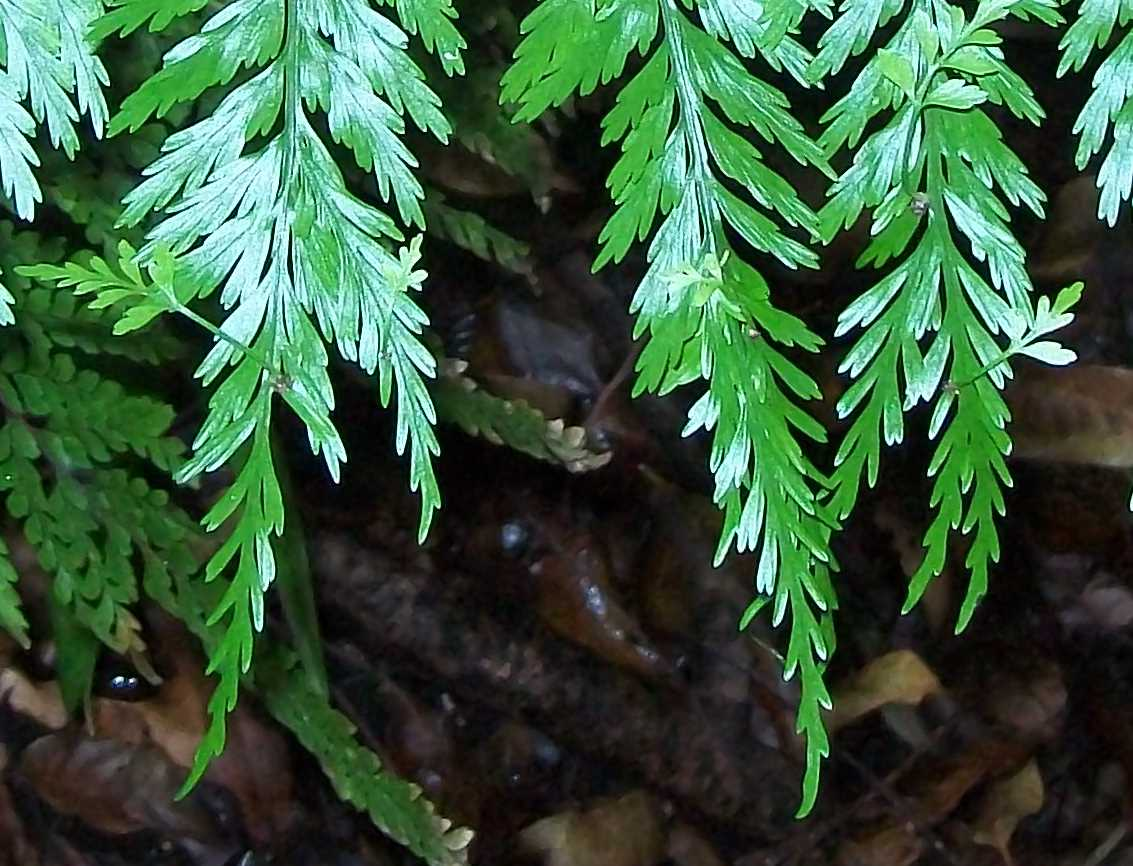
Noves plàntules